# Троценко, Роман Викторович
Роман Викторович Троценко (род. 12 сентября 1970, Москва) — советский и российский предприниматель, председатель совета директоров Корпорации Аеон.
По оценке Forbes личное состояние 1,3 млрд долларов (2020 год)

## Биография
Родился 12 сентября 1970 года в Москве.
В 1992 году закончил экономический факультет Института стран Азии и Африки при МГУ имени М. В. Ломоносова (специализация «экономика Японии»), в 2001 году — юридический факультет МГУ.
В 1987—1988 годах проходил стажировку в Йельском университете (США) и Коимбрском университете (Португалия).
- 01.1987-01.1989 — коммерческий директор Казахской республиканской телекомпании «Азия ТВ» (1989—1991).
- 01.1989-01.1992 — председатель Правления МССБ «Альбарак-Казахстан».
- 01.1992-12.1993 — Генеральный директор АО «Интермедбиржа».
- 01.1994-07.1994 — Генеральный директор АО «Стройлизинг».
- 07.1994-03.1996 — председатель Правления КБ «ПЛАТИНУМ БАНК».
- 1996—1998 — председатель Правления ЗАО ПРОМЫШЛЕННОЕ РАЗВИТИЕ.

В 1996 году Троценко возглавил Совет директоров АО «Пассажирский порт». В 1997 году Троценко возглавил Совет директоров ООО «Южный речной порт». В 1999 году после аспирантуры приходит в Министерство транспорта на должность помощника министра. С 2000 по 2002 год — Генеральный директор ОАО «Московское речное пароходство».
В 2007 году Романом Троценко создана AEON Corporation.
В октябре 2009 года назначен президентом ОСК («Объединённой судостроительной корпорации»).
1 июля 2012 года ушёл в отставку с поста президента ОСК.
С 1 июля 2012 до 19 февраля 2015 года — советник президента компании «Роснефть» Игоря Сечина, куратор шельфовых проектов компании.

## Семья
- Троценко, Софья Сергеевна — жена, исполнительный директор Центра современного искусства ВИНЗАВОД, декан продюсерского факультета Школы-студии МХАТ. Имеет двух сыновей. В марте 2012 года была назначена заместителем руководителя аппарата вице-мэра г. Москвы Ольги Голодец. Через два месяца покинула должность (сама Голодец назначена на должность вице-премьера Российской Федерации).
- Глеб Романович Троценко — сын, владелец инвестиционных компаний ООО «Старт Аэро» и ООО «Лекс Прайм»[4][5][6]

## Состояние и позиция в рейтинге Форбс
В 2017 году предприниматель попал в рейтинг Форбс, заняв 53 строчку в российском списке и 1290 позицию в общемировом зачёте. Капитал 1,6 млрд долларов, что более чем в два раза превысил состояние 2016 года, оценённое в 750 млн долларов.

## Предпринимательская деятельность
В AEON Corporation, которая принадлежит Роману Троценко, входит девелоперская компания «АЕОН-Девелопмент», которая является девелопером нескольких крупных проектов в Москве: деловой комплекс Башня Федерация в ММДЦ «Москва-Сити» и «Ривер Парк» в Нагатинском затоне. В состав корпорации также входит «Московский судостроительный судоремонтный завод», ООО «Верфь братьев Нобель», ряд пароходств, в том числе ОАО «Московское речное пароходство», ООО «Столичная судоходная компания» и другие. В аэропортовом бизнесе корпорации AEON принадлежит ООО «Новапорт», который контролирует аэропорты в Новосибирске, Челябинске, Барнауле, Томске, Улан-Удэ, Чите, Астрахани, Тюмени и Мурманске, Калининграде, Минеральных Водах, Перми, Белгороде.

## Санкции
19 октября 2022 года, на фоне российского вторжения на Украину, Роман Троценко включён в санкционный список Украины как «близкий соратник Игоря Сечина, который, вероятно, является истинным владельцем Aeon».
2 ноября 2023 года корпорация Троценко AEON и ряд связанных с ней компаний попали в блокирующий санкционный список США против «личного состояния семьи Троценко». Власти отмечают что санкции были ведены против сети личных активов и инвестиционных инструментов, «используемых семьей Троценко - богатой российской семьи, которая, как считается, близка к Президенту России Путину». Также под санкции попал сын Романа Троценко - Глеб Троценко и две связанные с ним компании ООО «Старт Аэро» и ООО «Лекс Прайм»
24 июня 2024 года включён в санкционные списки стран Европейского союза:

Троценко является советником президента компании "Роснефть" Игоря Сечина. Он является основателем и совладельцем инвестиционной компании AEON Corporation и директором Geopromining Investment (CYP) Limited. Предприятия, подконтрольные Роману Троценко, такие как "Воркутауголь", работают в отраслях экономики, обеспечивающих значительный доход для Правительства РФ. Таким образом Роман Троценко оказывает материальную поддержку Правительству РФ, которое несёт ответственность за аннексию Крыма и дестабилизацию Украины.— «Официальный журнал Европейского союза», Брюссель, 24 июня 2024 года

## Награды
- Орден Дружбы (Россия) (11 февраля 2023 года) — за достигнутые трудовые успехи и многолетнюю добросовестную работу[15]
- Медаль ордена «За заслуги перед Отечеством» II степени (2 сентября 2009 года) — за активное участие в подготовке и осуществлении доставки исторических реликвий крейсера "Варяг" в Россию[16]
- Юбилейная медаль «300 лет Российскому флоту»
- Заслуженный работник транспорта Российской Федерации
- Благодарность Президента Российской Федерации (4 мая 2012 года) — За активное участие в работе по подготовке предложений по формированию в Российской Федерации системы "Открытое правительство"[17]
- Офицер ордена Звезды Италии (25 мая 2021 года, Италия)[18]